# Michael Chan, Baron Chan
Michael Chew Koon Chan, Baron Chan MBE (* 6. März 1940 in Singapur; † 21. Januar 2006 in Liverpool) war ein britischer Kinderarzt und Politiker chinesischer Abstammung, der zwischen 2001 und 2006 als Life Peer Mitglied des House of Lords war. Chan war nach Lydia Dunn, Baroness Dunn das zweite Oberhausmitglied chinesischer Herkunft.

## Leben
Chan war Sohn eines zum Christentum konvertierten chinesischen Schulrektors in Singapur und absolvierte nach dem Besuch der Raffles Institution ein Studium der Medizin am Guy’s Hospital, dem Lehrkrankenhaus des King’s College London. Nach Abschluss des Studiums kehrte er nach Singapur zurück und wurde dort Lecturer sowie Berater für Pädiatrie an der Nationaluniversität Singapur.
1974 kehrte Chan, der sich insbesondere auch mit Fragen zur Hämatologie befasste, nach London zurück und wurde Arzt für Pädiatrie an dem zur Universität London gehörenden Institut für Kindergesundheit des Great Ormond Street Hospital, an dem er auch Forschungen zur Von-Willebrand-Krankheit betrieb. Im Anschluss arbeitete er von 1976 bis 1994 als Leitender Klinischer Lektor sowie Berater für Pädiatrie an der Liverpool School of Tropical Medicine und half insbesondere bei der Ausbildung von Ärzten und Kinderärzten aus Indien. Für seine Verdienste wurde er 1991 Mitglied des Order of the British Empire.
1994 übernahm er das Amt des Direktors der zum National Health Service (NHS) gehörenden Einheit für ethnische Gesundheit in Leeds, die unter anderem Gesundheitsprogramme ungeschützter ethnischer Minderheiten finanzierte. Des Weiteren war er seit 1999 Direktor von zwei Gesundheitsstiftungen in der Region North West England sowie Vorsitzender der Task Force für ethnische Minderheiten beim Direktorium für öffentliche Gesundheit und der Arbeitsgruppe für die Regulierung der Akupunktur. In der Folgezeit engagierte er sich auch in der Kommission für die Zukunft der Multikulturalität in Großbritannien unter dem Vorsitz von Bhikhu Parekh.
Chan wurde durch ein Letters Patent vom 2. Juni 2001 als Life Peer mit dem Titel Baron Chan, of Oxton in the County of Merseyside, in den Adelsstand erhoben. Kurz darauf erfolgte am 2. Juli 2001 seine Einführung (Introduction) als Mitglied des House of Lords. Im Oberhaus gehörte er zur Gruppe der sogenannten Crossbencher und war nach Lydia Dunn, Baroness Dunn das zweite chinesischstämmige Oberhausmitglied.
2002 wurde er auch Mitglied der Pressebeschwerdekommission und 2004 Präsident der Wirral Multicultural Organisation.

## Veröffentlichungen
- Diseases of Children in the Tropics and Subtropics (1991),
- Robertson's Textbook of Neonatology, Mitautor (3. Auflage, 1999)
- Parekh Report of the Commission on the Future of Multicultural Britain, Mitautor (2000)